# والتر بيرس
والتر بيرس (2 أبريل 1893 في المملكة المتحدة - 31 يوليو 1960 في المملكة المتحدة) (بالإنجليزية: Walter Pearce)‏ هو لاعب كريكت بريطاني وبريطاني (وحمل سابقاً جنسية المملكة المتحدة لبريطانيا العظمى وأيرلندا). لعب مع نادي مقاطعة هامبشاير للكريكت ‏.

## وصلات خارجية
- والتر بيرس على موقع إي آس بي آن كريك إنفو (الإنجليزية)